# Coexistence, My Ass!
Pour plus de détails, voir Fiche technique et Distribution.
Coexistence, My Ass! (litt. Coexistence, mon cul !) est un film documentaire américano-français écrit par Rachel Leah Jones (en) et Rabab Haj Yahya, produit et réalisé par Amber Fares (en) et sorti en 2025.
Il est présenté en première mondiale le 26 janvier 2025 au Festival du film de Sundance.
Le film suit Noam Shuster-Eliassi alors qu'elle crée un one-woman-show abordant les inégalités et les conflits, au milieu du conflit israélo-palestinien.

## Fiche technique
- Titre original : Coexistence, My Ass!
- Réalisation : Amber Fares (en)
- Scénario : Rachel Leah Jones (en), Rabab Haj Yahya
- Photographie : Philippe Bellaiche, Amit Chachamov, Amber Fares
- Montage : Rabab Haj Yahya
- Musique : William Ryan Fritch (en)
- Production : Amber Fares (en)
- Sociétés de production : My Teez Production, Home Made Docs, Little Big Story
- Pays de production : États-Unis, France
- Langue originale : anglais
- Format : couleur
- Genre : documentaire
- Durée : 95 minutes
- Dates de sortie[3] :
  - États-Unis : 26 janvier 2025 (festival du film de Sundance[1])

## Distribution

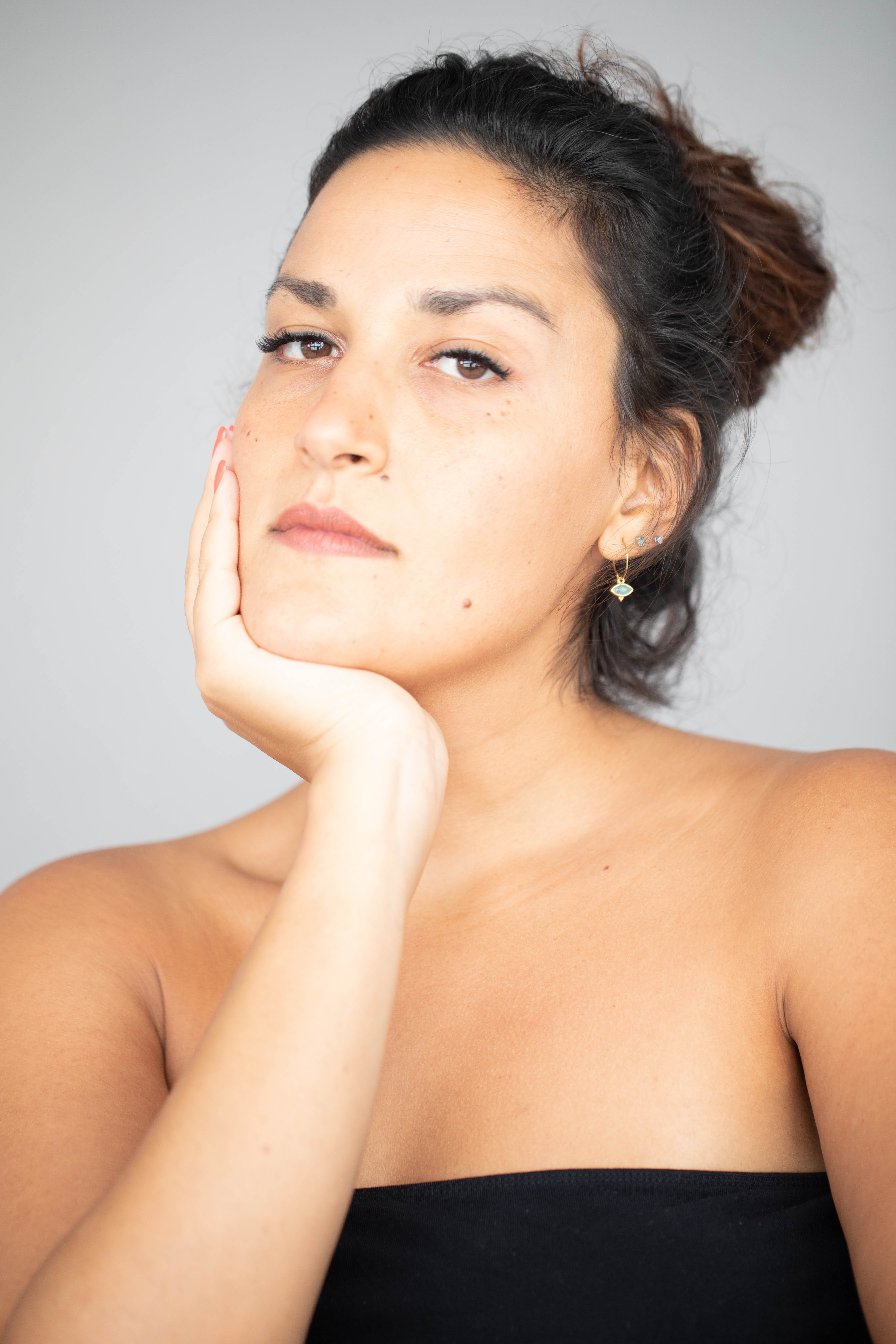
Noam Shuster-Eliassi (en 2021).

- Noam Shuster-Eliassi : elle-même

## Production
Le film a reçu le soutien et les subventions de Women Make Movies (en), du Jewish Film Institute, de Jewish Story Partners, du Catapult Film Fund et de l'International Documentary Association.

## Sortie
La première mondiale est prévue le 26 janvier 2025 au Festival de Sundance 2025,.

## Récompenses et distinctions
Sur le site de l'agrégateur de critiques Rotten Tomatoes, 90 % des avis des dix critiques sont positifs, avec une note moyenne de 7,4/10.
Le film a remporté le Golden Alexander Award du meilleur documentaire au Festival international du film de Thessalonique (TIFF) 2025. Ce prix positionne le film comme un prétendant à l'Oscar du meilleur long métrage documentaire.
Coexistence, My Ass! a remporté le Prix spécial du jury du World Cinema Documentary pour la liberté d'expression à Sundance 2025 et le Prix Human Rights in Motion, présenté par le Conseil de l'Europe.
- (en) Coexistence, My Ass!: Awards, sur l'Internet Movie Database